# Chocolatey
ChocolateyはWindows NTプラットフォームのためのマシンレベルのパッケージ管理システムであり、パッケージのインストーラである。実行エンジンとしてNuGetのパッケージインフラを用い、Windowsマシン上でソフトウェアのインストールを自動化するためのツールを提供するためにWindows PowerShellを用いることで、ユーザの観点からソフトウェアのインストールを簡単にするよう設計されている。Chocolateyという名前はNuGetのもじりとしてのヌガーから、チョコレートの含まれたヌガーが存在することから取られた。
Chocolateyは PowerShell version 5.0のOneGetモジュールからも呼び出すことが可能である。